# Ichabod Goodwin

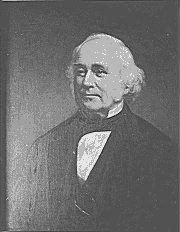
Ichabod Goodwin

Ichabod Goodwin (* 10. Oktober 1794 in North Berwick, York County, Maine; † 4. Juli 1882 in Portsmouth, New Hampshire) war ein US-amerikanischer Politiker und von 1859 bis 1861 Gouverneur des Bundesstaates New Hampshire.

## Frühe Jahre und politischer Aufstieg
Goodwin besuchte die örtlichen Schulen seiner Heimat. Nach seinem Umzug nach Portsmouth in New Hampshire arbeitete er zunächst für einen Kaufmann. Er machte sich aber sehr bald selbständig und wurde ein erfolgreicher Geschäftsmann. Um 1832 war er Eigentümer zweier Eisenbahngesellschaften, zweier Banken und einer Textilfabrik. Außerdem war er am Bau von Dampfschiffen beteiligt.
Zu Beginn seiner politischen Laufbahn war Goodwin Mitglied der Whig Party. Zwischen 1838 und 1856 war er mehrfach Abgeordneter im Repräsentantenhaus von New Hampshire. Im Jahr 1850 war er Mitglied eines Ausschusses zur Überarbeitung der Staatsverfassung. 1856 kandidierte er noch als Kandidat der Whigs erfolglos für das Amt des Gouverneurs. Er war damit der letzte Whig, der sich in New Hampshire um dieses Amt bewarb. Seine Partei löste sich kurz darauf auf und Goodwin trat der neuen Republikanischen Partei bei.

## Gouverneur von New Hampshire
Im Jahr 1859 wurde Goodwin zum Gouverneur seines Staates gewählt. Er trat sein neues Amt am 2. Juni 1859 an und konnte nach einer Wiederwahl im Jahr 1860 bis zum 6. Juni 1861 in diesem Amt bleiben. In seiner Amtszeit wurde das Gerichtswesen neu geordnet. Unter anderem wurden die Berufungsgerichte abgeschafft und deren Funktion dem Obersten Gerichtshof des Staates (State Supreme Court) einverleibt. Die Eisenbahngesetze wurden damals ebenfalls überarbeitet. Auf der nationalen Ebene war der Gouverneur gegen eine Ausweitung der Sklaverei. Die letzten Monate seiner Amtszeit waren von den Ereignissen des im April 1861 ausgebrochenen Bürgerkriegs bestimmt. Er kam den Aufforderungen der Bundesregierung zur Unterstützung der Kriegsanstrengungen in vollem Maße nach und bürgte persönlich für Kredite, die zur Aufstellung von zwei Regimentern benötigt wurden.

## Weiterer Lebenslauf
Nachdem er 1861 erfolglos versucht hatte, in seinem Amt bestätigt zu werden, zog sich Ichabod Goodwin aus der Politik zurück und widmete sich in Portsmouth seinen privaten Angelegenheiten. Dort ist er 1882  verstorben.
Goodwin war mit Sarah Parker Rice verheiratet, mit der er sieben Kinder hatte. Die Tochter Susan („Susie“) (1844–1872) heiratete 1867 George Dewey, später ranghöchster Admiral of the Navy.